# Scorched (album, Overkill)
Scorched je dvacáté studiové album americké metalové skupiny Overkill, které bylo vydáno 14. dubna 2023 přes vydavatelství Nuclear Blast. Je to první studiové album skupiny, které mělo nejdelší mezeru mezi alby, a to čtyři roky. Nejvíc se prosadilo v evropských žebříčkách ve Švýcarsku, Německu, Skotsku, Polsku a Rakousku. Jde zároveň o poslední album, na němž se podílel bubeník Jason Bittner.
Album se v USA umístilo v žebříčku US Current Album Sales na 12. místě.
Ve Velké Británie se umístilo v žebříčku UK Rock & Metal Albums na 4. místě, v žebříčku UK Independent Albums pak na 7. místě.
Dokonce se objevilo v českém rockovém magazínu Spark mezi nejlepší alba za rok 2023 na 3. místě.

## Seznam skladeb
Všechny skladby napsali D.D. Verni a Bobby "Blitz" Ellsworth, pokud není uvedeno jinak.
| Pořadí         | Název                | Délka |
| -------------- | -------------------- | ----- |
| 1.             | Scorched             | 6:13  |
| 2.             | Goin' Home           | 4:31  |
| 3.             | The Surgeon          | 5:33  |
| 4.             | Twist of the Wick    | 5:34  |
| 5.             | Wicked Place         | 5:00  |
| 6.             | Won't Be Comin' Back | 4:30  |
| 7.             | Fever                | 5:33  |
| 8.             | Harder They Fall     | 4:23  |
| 9.             | Know Her Name        | 5:11  |
| 10.            | Bag o' Bones         | 4:37  |
| Celková délka: | Celková délka:       | 51:05 |

## Obsazení
- Bobby "Blitz" Ellsworth – zpěv
- D. D. Verni – baskytara, doprovodný zpěv
- Dave Links – sólová kytara
- Derek "The Skull" Tailer – rytmická kytara
- Jason Bittner – bicí